# Hugo (phim)
Hugo là một bộ phim điện ảnh lịch sử thể loại phiêu lưu dưới định dạng 3D, được đạo diễn và đồng sản xuất bởi đạo diễn lừng danh Martin Scorsese. Dựa trên cuốn tiểu thuyết The Invention of Hugo Cabret của nhà văn Brian Selznick, bộ phim kể về một cậu bé sống một mình tại ga xe lửa Gare Montparnasse ở thành phố Paris, nước Pháp vào những năm 1930. Đây là một sản phẩm hợp tác giữa Graham King'GK Films và Johnny Depp's Infinitum Nihil, với sự góp mặt của diễn viên từng đạt giải Oscar Ben Kingsley, cùng dàn diễn viên  Sacha Baron Cohen, Asa Butterfield, Chloë Grace Moretz, Ray Winstone, Emily Mortimer, Jude Law, Helen McCrory, và Christopher Lee.
Hugo là bộ phim đầu tiên của đạo diễn Martin Scorsese thực hiện dưới định dạng 3D, trong đó các nhà làm phim đã nhận xét: "... Chúng tôi làm phim 3D để khiến người xem trở nên thích thú, bởi vì định dạng này đều thể hiện từng nét cử chỉ, cảm xúc của nhân vật, giúp cho khán giải nhận định phim chính xác hơn". Bộ phim đã được phát hành tại Hoa Kỳ vào ngày 23 tháng 11 năm 2011.
Bộ phim đã nhận được nhiều nhận xét tích cực từ phía giới phê bình về các khía cạnh như kỹ xảo của phim, diễn xuất và chỉ đạo. Mặc dù vậy phim vẫn không đạt được thành công về mặt tài chính khi chỉ đạt mức doanh thu $ 185 triệu tại các phòng vé và hầu như không vượt khỏi được ngân sách ban đầu. Năm 2011 Hugo đã nhận được 11 đề cử Giải Oscar (bao gồm cả Phim hay nhất), nhiều hơn tất cả các bộ phim khác trong năm đó, và giành 5 Giải Oscar bao gồm: Phim ký sự xuất sắc nhất, Chỉ đạo nghệ thuật xuất sắc như, Kết hợp âm thanh hay nhất, Biên tập âm thanh xuất sắc nhất và Hiệu ứng Hình ảnh xuất sắc nhất. Phim cũng thắng 2 giải trong 8 đề cử giải BAFTAs, cũng như được đề cử cho 3 Giải Quả cầu vàng, trong đó Scorsese đoạt Giải Quả cầu vàng cho đạo diễn xuất sắc nhất.

## Nội dung
Năm 1931 ở Paris, cậu bé 12 tuổi Hugo Cabret sống với người cha góa vợ, một thợ đồng hồ làm việc tại một viện bảo tàng. Cha của Hugo tìm thấy một máy tự động bị hỏng – một người máy được tạo ra để viết bằng bút.  Anh và Hugo cố gắng sửa chữa nó, ghi lại công việc của họ vào một cuốn sổ. Khi cha cậu qua đời trong một vụ hỏa hoạn, Hugo đến sống với người anh trai nghiện rượu của cha mình là chú Claude - người bảo trì đồng hồ ở ga xe lửa Gare Montparnasse. Khi Claude mất tích, Hugo tiếp tục bảo trì đồng hồ vì sợ rằng Thanh tra Trạm tên là Gustave Dasté sẽ đuổi cậu đi nếu phát hiện ra sự vắng mặt của Claude. Hugo cố gắng sửa chữa chiếc ô tô có các bộ phận bị đánh cắp vì tin rằng nó chứa tin nhắn từ cha cậu, nhưng chiếc máy cần có một chiếc chìa khóa hình trái tim.
Một ngày nọ, Hugo bị bắt quả tang đang ăn trộm các bộ phận từ một cửa hàng đồ chơi, và người chủ, Georges, lấy cuốn sổ của anh ta và dọa phá hủy nó. con gái đỡ đầu của Georges gợi ý rằng Hugo nên đối đầu với Georges và yêu cầu trả lại. Georges đề nghị Hugo làm việc tại cửa hàng đồ chơi của anh như một sự đền bù, và sau một thời gian anh có thể trả lại cuốn sổ. Hugo chấp nhận và bắt đầu công việc, ngoài công việc bảo trì đồng hồ. Isabelle và Hugo nhanh chóng trở thành bạn bè, và Hugo rất ngạc nhiên khi thấy cô đeo một chiếc chìa khóa hình trái tim do Georges tặng cho cô. Hugo cho cô xem máy tự động mà họ kích hoạt bằng chìa khóa. Nó vẽ một cảnh trong bộ phim năm 1902 A Trip to the Moon, từng được cha cậu mô tả cho Hugo. Isabelle xác định chữ ký trên bức vẽ là của "Georges Méliès" - cha đỡ đầu của cô.  Cô lẻn Hugo vào nhà của mình, nơi họ tìm thấy một kho chứa các bức vẽ được giấu kín, nhưng họ bị Georges phát hiện.
Vài ngày sau, tại Thư viện Học viện Điện ảnh, Hugo và Isabelle tìm thấy một cuốn sách về lịch sử điện ảnh ca ngợi những đóng góp của Méliès. Họ gặp tác giả cuốn sách là René Tabard, một chuyên gia điện ảnh, người rất ngạc nhiên khi biết Méliès còn sống khi ông biến mất sau Chiến tranh thế giới thứ nhất cùng với các bản sao phim của mình. Vui mừng trước cơ hội gặp lại Méliès, René đồng ý gặp Isabelle và Hugo tại nhà của Georges để cho xem bản sao A Trip to the Moon của ông.
Tìm thấy chiếc chìa khóa hình trái tim trên đường sắt của nhà ga, Hugo lao xuống đường ray để lấy nó và bị một đoàn tàu mất kiểm soát lao qua nhà ga cán qua. Cậu tỉnh dậy sau cơn ác mộng, nhưng nghe thấy tiếng tích tắc đáng ngại phát ra từ chính mình và phát hiện ra mình đã bị biến thành người máy. Hugo chợt tỉnh giấc, đó chỉ là một cơn ác mộng khác thôi.
Tại nhà của Georges, vợ anh là Jeanne cho phép họ vào sau khi René nhận cô là Jeanne d'Alcy, một nữ diễn viên trong nhiều bộ phim của Méliès. Họ đóng phim, đánh thức Georges, người cuối cùng bị thuyết phục để trân trọng những thành tựu của mình hơn là hối tiếc về những giấc mơ đã mất của mình. Georges kể lại rằng, với tư cách là một nhà ảo thuật sân khấu, anh bị mê hoặc bởi những bức ảnh chuyển động và sử dụng phim để tạo ra những tác phẩm giàu trí tưởng tượng thông qua Star Film Company của mình. Bị buộc phải phá sản sau chiến tranh, ông đóng cửa xưởng phim và bán phim của mình. Georges than thở rằng ngay cả một chiếc máy tự động mà cậu chế tạo và tặng cho bảo tàng cũng bị thất lạc, Hugo nhận ra đó chính là chiếc cậu đã sửa chữa.
Hugo chạy đến nhà ga để lấy máy tự động nhưng bị Dasté bắt, người đã biết về cái chết của Claude. Dasté dọa đưa Hugo vào trại trẻ mồ côi để hành hạ cậu. Hugo bỏ chạy và trốn tránh Dasté bằng cách ẩn nấp ở mặt ngoài của tháp đồng hồ, giữ thăng bằng bấp bênh cách mặt đất hàng trăm feet. Sau khi leo xuống trở lại, Hugo chạy trốn khỏi nhà ga nhưng làm rơi chiếc máy tự động trên đường ray. Cậu nhảy xuống để lấy nó và suýt bị một đoàn tàu chạy qua, nhưng Dasté đã cứu cậu và chiếc máy tự động. Georges đến và nói với Dasté rằng: "Cậu bé này thuộc về tôi."
Một thời gian sau, Georges được bổ nhiệm làm giáo sư tại Học viện Điện ảnh và được vinh danh thông qua buổi giới thiệu các bộ phim của ông được René phục hồi. Hugo và gia đình mới của anh ăn mừng tại căn hộ, và Isabelle bắt đầu viết ra câu chuyện của chính anh.